# NBC News Radio

Logo de la emisora.

NBC News Radio es un servicio de noticias de audio distribuido por iHeartMedia y sus redes TTWN desde julio de 2016. Aunque no es propiedad de NBC Universal, presenta informes de los corresponsales de NBC News, presentados por presentadores que son empleados de iHeartMedia. Se proporciona a los afiliados de la estación de radio 24/7 News Source e incluye noticieros por hora de uno y dos minutos, junto con otro contenido de audio, como artículos sobre dinero, salud, política y deportes, escuchados en más de 1,000 estaciones de radio.

## Historia
La NBC Radio Network original fue comprada por Westwood One en 1987 como General Electric, que adquirió la empresa matriz de NBC, RCA, vendió la mayoría de las propiedades que no pertenecían a la red de televisión NBC. La operación de noticias de NBC Radio se fusionó con Mutual Broadcasting System, luego con CBS Radio, la entonces hermana corporativa de Westwood One, y finalmente se integró al propio sindicato. Inicialmente, solo un servicio limitado a informes de una hora de 6 a. m. a 10 p. m. ET, el 5 de marzo de 2012, Dial Global, que había adquirido Westwood One, anunció que NBC News Radio se expandiría a una red de noticias de 24 horas a tiempo completo, reemplazando a CNN Radio (que reemplazó a NBC Radio y Mutual en 1999) .
A partir de 2016, WOR en la ciudad de Nueva York funciona como la estación principal de la costa este de NBC News Radio, mientras que KOGO en San Diego es la estación principal de la red en la costa oeste.[cita requerida]
Se puede escuchar en Internet durante todo el día en ciclos de 15 minutos con las últimas noticias, deportes y otras características, como parte de la plataforma iHeartRadio. Utiliza el eslogan "Las noticias que quieras, cuando las quieras".